# Ungerska runor

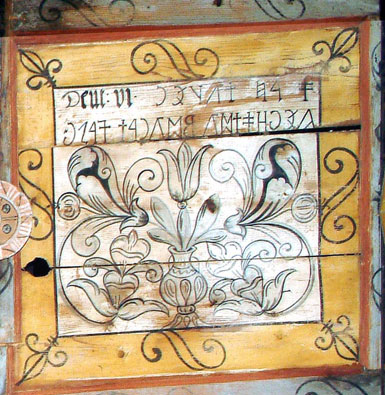
Inskrift från Transsylvanien (1668) med ungerska runor

Ungerska runor (székely rovásírás) är ett alfabet som användes för ungerska fram till 900-talet. Runorna användes på ungerskt område innan Stefan I, Ungerns förste kristne kung, beordrade att alla förkristna skrifter skulle förstöras. Emellertid fortsatte bruket av ungerska runor på vissa håll i Transsylvanien ända fram på 1800-talet.[källa behövs] Där användes det främst av szeklerna, vilket har gett upphov till alfabetets ungerska namn, székely írás "szeklerskrift".
De ungerska runorna härstammar från den turkiska orchonskriften (även kallad "turkiska runor"). De ungerska runorna har alltså ingen koppling till de germanska runorna mer än att vissa tecken liknar varandra på grund av att bägge skriftsystemen ursprungligen användes för att rista i trä och sten. De ungerska runorna har dock även vissa rundade tecken, vilket är mycket ovanligt förekommande bland de germanska runorna.
Till skillnad från det latinska alfabetet har de ungerska runorna tecken för alla fonem i ungerskan (även digrafer som exempelvis gy, ly och zs har egna tecken). Liksom i orchonskriften har vissa konsonanter olika form beroende på om de står bredvid främre eller bakre vokaler.
Ungerska runor skrevs vanligtvis från höger till vänster